# Kragujevac
Kragujevac (srpski: Крагујевац / Kragujevac) je četvrti grad po veličini u Srbiji, administrativno središte Šumadijskog okruga i povijesno središte Šumadije, regije u središnjem dijelu zemlje. Smješten je na obalama rijeke Lepenice, oko 145 kilometara južno od Beograda. Prema popisu stanovništva iz 2022. godine, uži gradski prostor broji 146.318 stanovnika, dok administrativno područje grada ima 171.186 stanovnika.
Kragujevac je imao vrlo važnu ulogu u razvoju moderne srpske države. Bio je prva prijestolnica Kneževine Srbije od 1818. do 1841. godine, a upravo je u ovom gradu 1835. proglašen Sretenjski ustav, prvi ustav u modernoj srpskoj povijesti i jedan od prvih ustava na Balkanu. Tijekom 19. stoljeća grad je bio političko, kulturno i prosvjetno središte tadašnje Srbije. U Kragujevcu su osnovane brojne prve institucije u zemlji: prva gimnazija (1833.), prvo kazalište (1835.), prvo sveučilište pod nazivom Licej (1836.), prvi sud, apoteka, tiskara, vojna škola, kao i prva organizirana lutrija.
U 20. stoljeću grad postaje sinonim za industrijalizaciju, posebno kroz razvoj vojne i automobilske industrije. Tijekom Prvoga svjetskog rata u Kragujevcu je djelovala i jedinica Škotske ženske bolnice, dok je Drugi svjetski rat ostavio izrazito dubok trag i traumu zbog masovnog strijeljanja koje su počinile njemačke okupacijske snage 21. listopada 1941. godine, kada je ubijeno oko 2.778 osoba, uključujući velik broj srednjoškolaca. Ova tragedija danas se obilježava kao Dan sjećanja u cijeloj Srbiji.
Danas je Kragujevac značajno gospodarsko, obrazovno i kulturno središte. U njemu djeluje Sveučilište u Kragujevcu, jedno od najvažnijih visokoškolskih središta u zemlji. Grad je poznat i po brojnim kulturnim ustanovama, muzejima, kazalištima i manifestacijama, kao i po gastronomskim specijalitetima.

## Etimologija
Naziv Kragujevac najvjerojatnije potječe od riječi kraguj, vrste ptice grabljivice koja se u srednjem vijeku koristila za lov, slično sokolu. U starim srpskim rječnicima riječ kraguj bilježi se i kao muško ime, ali i kao „tica koja se pripitomi pa hvata druge tice kao soko”. Postoji više teorija o podrijetlu imena grada, od kojih nijedna nije konačno potvrđena. Među najraširenijima su one prema kojima ime potječe od ptice kraguj, koja je nekada nastanjivala guste šumadijske šume oko Lepenice ili od spoja turskih riječi kara (crna) i guja (zmija). Alternativno objašnjenja navode i riječ koja označava raskrižje puteva kragovac ili rijetko muško ime Kraguj. U osmanskim izvorima iz 16. i 17. stoljeća grad se spominje kao Karagovindža i Karadžofča, s varijantama imena koje sadrže sličan korijen. Osmanski popisi iz 1536. bilježe u naselju postojanje džamija, tekije, hamama i drugih institucija što svjedoči o urbanom životu prije uspona moderne srpske države.

## Povijest

### Rani tragovi naseljenosti i srednji vijek
Područje današnjeg Kragujevca bilo je naseljeno još u paleolitiku, o čemu svjedoči više od 200 arheoloških nalazišta u Šumadiji. Pećina Jerina, nedaleko od sela Gradac, bila je nastanjena između 37.000 i 27.000 godina pr. Kr. U okolici grada, na lokalitetima poput Grivca, Kusovca, Divostina i Donjih Grbica, pronađene su poluzemunice iz razdoblja oko 5000. pr. Kr., pripadajući starčevačkoj kulturi. Posebno su poznate figurine plodnosti nazvane Divostinke. U doba rimske vladavine početkom 1. stoljeća nove ere, područje je bilo naseljeno ilirskim i keltskim plemenima. Slaveni su se naselili u 6. i 7. stoljeću, nakon čega je područje povremeno bilo pod vlašću Prvog Bugarskog Carstva. Tijekom vladavine Stefana Nemanje krajem 12. stoljeća, regija ulazi u sastav srednjovjekovne srpske države, iako se ime Kragujevac tada još ne spominje. Prvi pisani trag o Kragujevcu potječe iz 1476. godine, kada se u osmanskom defteru navodi kao Kragujfoča, trgovište sa 32 kuće. U drugoj polovici 15. i tijekom 16. stoljeća, grad se razvija kao osmanska palanka sa slamom pokrivenim kućama i uskim ulicama. Do 1536. Kragujevac ima sedam muslimanskih mahala i jedno kršćansko susjedstvo.

### Habsburška vlast i srpski ustanci
Krajem 17. i početkom 18. stoljeća, Kragujevac je naizmjenično prelazio iz osmanske u habsburšku vlast. Nakon Požarevačkog mira 1718. godine, ulazi u sastav Habsburške Kraljevine Srbije. U to vrijeme grad je pretvoren u vojno utvrđenje i sjedište krajiške srpske milicije. Većinu stanovništva činili su uskoci i pripadnici srpske pravoslavne vjere. Zapovjednik gradske posade bio je oberkapetan Staniša Marković Mlatišuma, koji je 1725. prijavio beogradskom zapovjedništvu jedan od prvih slučajeva vampirizma u Europi, pojava koja je doprinijela širenju riječi "vampir" iz srpskog u njemački i druge svjetske jezike. Nakon povratka Osmanlija 1739. godine, grad je ponovno pod turskom upravom, uz doseljavanje muslimanskog stanovništva. Tijekom Prvog srpskog ustanka 1804., Kragujevac je oslobođen, ali nakon sloma ustanka 1813. opet dolazi pod osmansku kontrolu. Konačno je oslobođen 1815. tijekom Drugog srpskog ustanka.

### Prijestolnica Kneževine Srbije
Godine 1818. Kragujevac je proglašen prijestolnicom Kneževine Srbije. Pod vlašću kneza Miloša Obrenovića izgrađen je dvor s rezidencijalnim i upravnim zgradama, Knežev konak, Konak kneginje Ljubice i Amidžin konak (koji je jedini očuvan do danas). Grad je postao administrativno, kulturno i političko središte tadašnje novoosnovane srpske države. Svu vlast u svojim rukama držao je knez Miloš Obrenović koji je vladao apsolutistički. U Kragujevac je 1820. godine došao Vuk Stefanović Karadžić kako bi kneza naučio čitati i pisati i s namjerom da otvori školu. Ljudi oko kneza su se plašili da Karadžić ne stekne veliki utjecaj i uspjeli su nagovoriti Miloša da ga otera iz grada. Knez Miloš je bio nezadovoljan što ga se u trećoj knjizi narodnih pjesama koja je izdata u Leipzigu u pjesmi Boj na Čačku ne prikazuje u najboljem svjetlu i što te pjesme više slave Karađorđa. Zbog toga je naredio da se svih 400 knjiga spali 1823. godine. U Kragujevcu je 1833. otvorena prva gimnazija u Srbiji, a već 1834. godine i prva državna tiskara. 1835. ovdje je proglašen Sretenjski ustav, prvi moderni srpski ustav, koji se slovom smatra jednim od najliberalnijih u tadašnjoj Europi. Iste godine osnovan je i Knjaževsko-srpski teatar, najstarije profesionalno kazalište u Srbiji. 1839. godine državni organi premješteni su u Beograd, a Kragujevac i formalno gubi status prijestolnice 1841. godine.

### Industrijski razvoj
Unatoč gubitku prijestolničkog statusa, Kragujevac se razvija u glavni industrijski centar Srbije. 1853. godine u gradskoj topolivnici izliven je prvi srpski top, pod vodstvom francuskog stručnjaka Charlesa Loubryja. Time počinje tradicija vojne industrije, kasnije poznate kao Zastava. Uz vojnu proizvodnju, Kragujevac postaje i centar obrade metala i proizvodnje alata, što je pridonijelo mehanizaciji poljoprivrede u Srbiji. 1854. godine osnovana je Zanatlijska škola, a do 1863. proizvodile su se i modernije vrste topova i streljiva. U drugoj polovici 19. stoljeća u gradu se javljaju i prvi oblici radničkog organiziranja. Najpoznatiji su prosvjedi "Crvene zastave" iz 1876., koje je vlast nasilno ugušila.

### Prvi svjetski rat
Za vrijeme Prvoga svjetskog rata, Kragujevac je ponovno bio privremena prijestolnica i sjedište Vrhovne komande srpske vojske. U gradu je djelovala i bolnica škotske Ženske humanitarne službe. Tijekom rata Kragujevac je više puta bombardiran, a 1915. grad je pao pod autrougarsku okupaciju. 1918. godine dogodila se poznata pobuna slovačkih vojnika iz austro-ugarske vojske, koju je vodio Viktor Kolibík. Pobuna je ugušena, a 44 vojnika su pogubljena.

### Razdoblje između ratova
Između dva svjetska rata, Kragujevac se dalje razvija kao industrijsko i kulturno središte. Modernizirana je vojna industrija, otvorena zračna luka i niz novih tvornica, uključujući proizvodnju prehrambenih i tekstilnih proizvoda. Grad se suočavao s infrastrukturnim izazovima, poput nestašice vode, zbog čega je 1938. izgrađena vodojaza na rijeci Grošnici. Kragujevac je u ovom razdoblju dio središte Šumadijske oblasti.

### Drugi svjetski rat
U travnju 1941. grad su okupirale njemačke trupe. Kao odgovor na napad partizana i četnika kod Gornjeg Milanovca, njemačke okupacijske vlasti provele su masovno strijeljanje stanovnika Kragujevca i okolnih sela između 19. i 21. listopada 1941. Prema podacima istraživača S. Brkića, ubijeno je 2.796 osoba, među kojima 287 srednjoškolaca i 40 djece mlađe od 15 godina. Ovaj događaj inspirirao je srpsku pjesnikinju Desanku Maksimović da napiše slavnu pjesmu Krvava bajka. Taj zločin ostao je simbol stradanja civilnog stanovništva u Drugom svjetskom ratu. Grad je oslobođen 21. listopada 1944. zajedničkom akcijom partizanskih i sovjetskih jedinica.

## Administracijska podjela
Grad Kragujevac je podijeljen na pet općina: 
- Aerodrom
- Pivara
- Stanovo
- Stari Grad
- Stragari

## Vanjske poveznice
- Stranice grada (na srpskom)